# جوزپه کاستلی (بازیکن فوتبال)
جوزپه کاستلی (انگلیسی: Giuseppe Castelli; ۱۴ سپتامبر ۱۹۱۹ – ۱۴ سپتامبر ۱۹۷۱) بازیکن فوتبال اهل ایتالیا بود.
از باشگاه‌هایی که در آن بازی کرده‌است می‌توان به باشگاه فوتبال اینتر میلان، باشگاه فوتبال کرمونزه، باشگاه فوتبال ارورا پرو پاتریا ۱۹۱۹، باشگاه فوتبال سمپدوریا، و باشگاه فوتبال وارزه اشاره کرد.